# Asimina longifolia

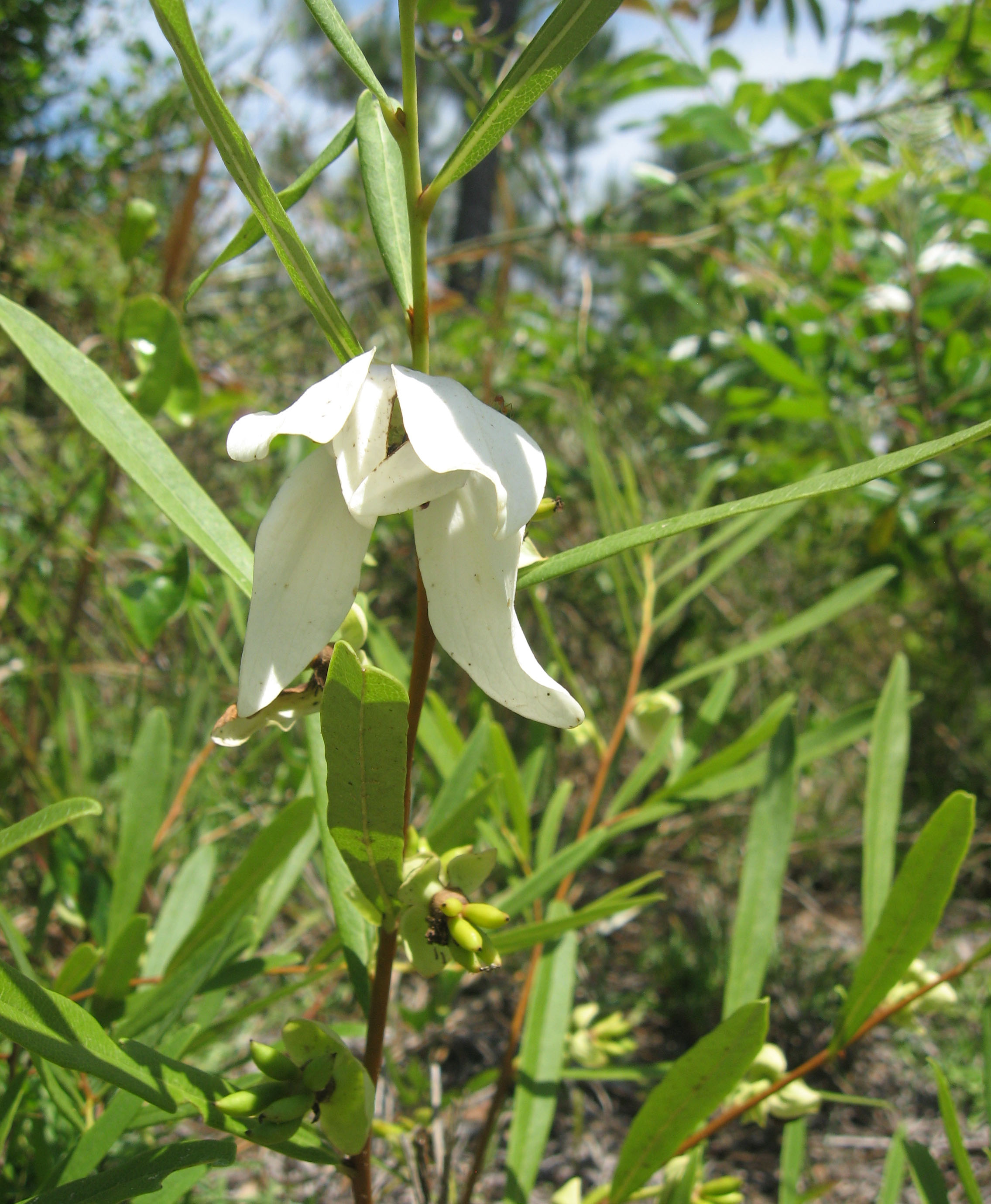
Asimina longifolia

Asimina longifolia ist eine Pflanzenart aus der Gattung der Papau (Asimina) in der Familie der Annonengewächse (Annonaceae). Sie ist im subtropischen Nordamerika mit zwei Varietäten beheimatet.

## Beschreibung

### Vegetative Merkmale
Asimina longifolia wächst als laubabwerfender, relativ kleiner Strauch und erreicht Wuchshöhen von 1 bis 1,5 (selten bis 1,75) Metern. Die Zweige sind steif aufrecht bis gewölbt oder ausgebreitet. Die Rinde der Zweige ist rot-braun bis gelb-braun und kahl. Die Blattknospen sind 2 bis 4 mm groß.
Die wechselständig angeordneten Laubblätter sind Blattstiel und Blattspreite gegliedert. Der Blattstiel ist Die aufsteigend-ausgebreitete, ledrige Blattspreite ist mit einer Länge von meist 5 bis 15 (bis 20) cm lineal-elliptisch bis schmal spatelförmig oder lineal-verkehrt-lanzettlich mit breit bis schmal keilförmiger oder verschmälerter Spreitenbasis sowie spitzen, stumpfen oder gerundetem Ende. Der Blattrand ist etwas bis sehr stark nach oben eingerollt. Die Blattoberseite ist kahl und die Blattunterseite ist kahl und erhaben-netzartig.

### Generative Merkmale
Die Blüten stehen einzeln auf kahlen, schlanken, 2 bis 4 cm langen Stielen in den Blattachseln junger Zweige. Es sind ein bis zwei behaarte Deckblätter vorhanden, die mit einer Länge von 10 mm lanzettlich-lineal sind. Die nickenden, duftenden Blüten sind zwittrig. Die meist drei, selten bis sechs kahlen Kelchblätter sind mit einer Länge von 0,5 bis 1 cm elliptisch bis eiförmig. Die äußeren Kronblätter sind ausgebreitet, mit einer Länge von 3 bis 8 cm elliptisch, länglich oder verkehrt-eiförmig, sowie meist weiß bis cremefarben oder selten rosafarben oder rot und rosafarben gestreift. Die inneren Kronblätter sind aufrecht mit ausgebreiteter Spitze, höchstens halb so lang wie die äußeren, kastanienfarben bis kirschrot oder weiß und länglich bis lanzettlich. Es sind meist zwei bis sieben, selten bis zu zwölf Stempel vorhanden.
Die 4 bis 10 cm großen Beeren färben sich bei Reife gelb-grün. Die dunkelbraunen, glänzenden Samen sind 1 bis 2 cm groß.
Die Chromosomenzahl beträgt 2n = 18.

## Verbreitung
Das Heimatgebiet von Asimina longifolia liegt in den südöstlichen USA; die Vorkommen liegen in Florida sowie im südöstlichen Alabama und im südlichen Georgia. Beide Varietäten gedeihen in Höhenlagen zwischen 0 und 100 Meter.

## Systematik
Die Erstbeschreibung von Asimina longifolia erfolgte 1960 durch Robert Kral in Brittonia, 12, S. 265. Synonyme für Asimina longifolia Kral sind Asimina angustifolia A.Gray 1886 (nicht jedoch Asimina angustifolia Raf. 1840) sowie Pityothamnus angustifolius (A.Gray) Small.
Es werden zwei Varietäten von Asimina longifolia unterschieden:
- Asimina longifolia Kral var. longifolia
- Asimina longifolia var. spatulata Kral